# Concordia (Kansas)
Concordia település az Amerikai Egyesült Államok Kansas államában, Cloud megyében, melynek megyeszékhelye is. Lakosainak száma 5111 fő (2020. április 1.).

## Népesség
A település népességének változása:

| 2010 | 5 395 |
| 2020 | 5 111 |